# Mária Kontríková
Mária Kontríková (* 29. března 1939) byla slovenská a československá politička Komunistické strany Slovenska, poslankyně Sněmovny lidu Federálního shromáždění za normalizace.

## Biografie
Po volbách roku 1976 zasedla do Sněmovny lidu (volební obvod č. 165 - Čadca, Středoslovenský kraj). Křeslo nabyla až dodatečně v dubnu 1980 po doplňovacích volbách poté, co zemřela poslankyně Rozália Harciniková. Mandát obhájila ve volbách roku 1981 (obvod Čadca) a volbách roku 1986 (obvod Čadca). Ve Federálním shromáždění setrvala do konce funkčního období, tedy do svobodných voleb roku 1990. Netýkal se jí proces kooptací do Federálního shromáždění po sametové revoluci.
V březnu 2009 oslavila 70. narozeniny. Uvádí se jako obyvatelka města Turzovka.